# Prieuré de Froville
Le prieuré de Froville-la-romane se situe sur la commune française de Froville, dans le département de Meurthe-et-Moselle, à équidistance des villes de Nancy et d'Épinal.

## Historique
Fondé en 1080, le prieuré est une des premières implantations des clunisiens en Lorraine. Le 14 juin 1091, Pibon, évêque de Toul, a confirmé la donation à l'abbaye de Cluny par le seigneur Odowinus pour créer un prieuré à Froville. Une église existait déjà à Froville. Cette implantation de prieurés clunisiens en Lorraine les fait entrer en concurrence avec d'anciennes abbayes prestigieuses comme l'abbaye de Gorze, l'abbaye de Saint-Mihiel et l'abbaye Saint-Èvre. L'abbaye de Cluny a fondé quatre autres prieurés en Lorraine, à Relanges, Thicourt, Vandœuvre et Dammarie-sur-Saulx. Cette donation a été contestée par l'abbaye de Moyenmoutier qui est déboutée en 1111.
Le prieuré n'a jamais été important. Il y avait normalement un prieur et deux moines. Au XIVe siècle, le prieuré a eu quatre moines, mais les revenus du prieuré étant insuffisants, deux moines ont dû rejoindre l'abbaye de Sainte-Marie-aux-Bois en 1312. En 1303, le prieuré a été uni à l'abbaye de Sainte-Marie-au-Bois. Les guerres empêchent les visites du prieuré en 1325. Il n'y a plus qu'un moine en 1345. En 1365, la villa est incendiée et le prieur retenu prisonnier. Le prieuré est décrit comme ruiné en 1408. En 1454, le prieuré relève de celui de Relanges. La reprise économique en Lorraine dans le dernier tiers du XVe siècle a permis de remettre en état le prieuré. Une bulle d'indulgence du pape Alexandre VI est donnée le 30 mai 1500 pour les fidèles faisant des dons pour la décoration de l'église.
Les armes de Philibert de Fouchières, prieur de Relanges et de Froville en 1519, ont été sculptées sur la porte du cloître. Cela permet de lui attribuer la reconstruction du cloître. La nef romane est conservée alors qu'on a reconstruit le chevet. Le portail du bas-côté sud de l'église est reconstruit.

## Protection
La façade de l'église et le cloître de l'ancien prieuré ont été inscrits au titre des monuments historiques le 29 octobre 1926, l'église et l'aire du cloître ont été classées le 16 septembre 1985.

## Architecture
L'édifice est très sobre de l'extérieur dans un style clunisien, avec un portail roman.
L'église présente une nef romane très épurée de style clunisien, et présente sept travées flanquées de collatéraux.
Le plafond plat de la nef est d'origine carolingienne.
Le chœur, initialement roman, fut remplacé durant la période gothique par un chœur de forme carrée.
Son architecture présente des similitudes avec celle de deux autres édifices clunisiens du XIe siècle de la région (l'alternance des piliers ronds et carrés dans la nef et nef plafonnée à l'origine) : l'ancienne abbatiale Saint-Maur de Bleurville (Vosges) fondée vers 1030, et la basilique Notre-Dame de Faverney (Haute-Saône).

## Le cloître

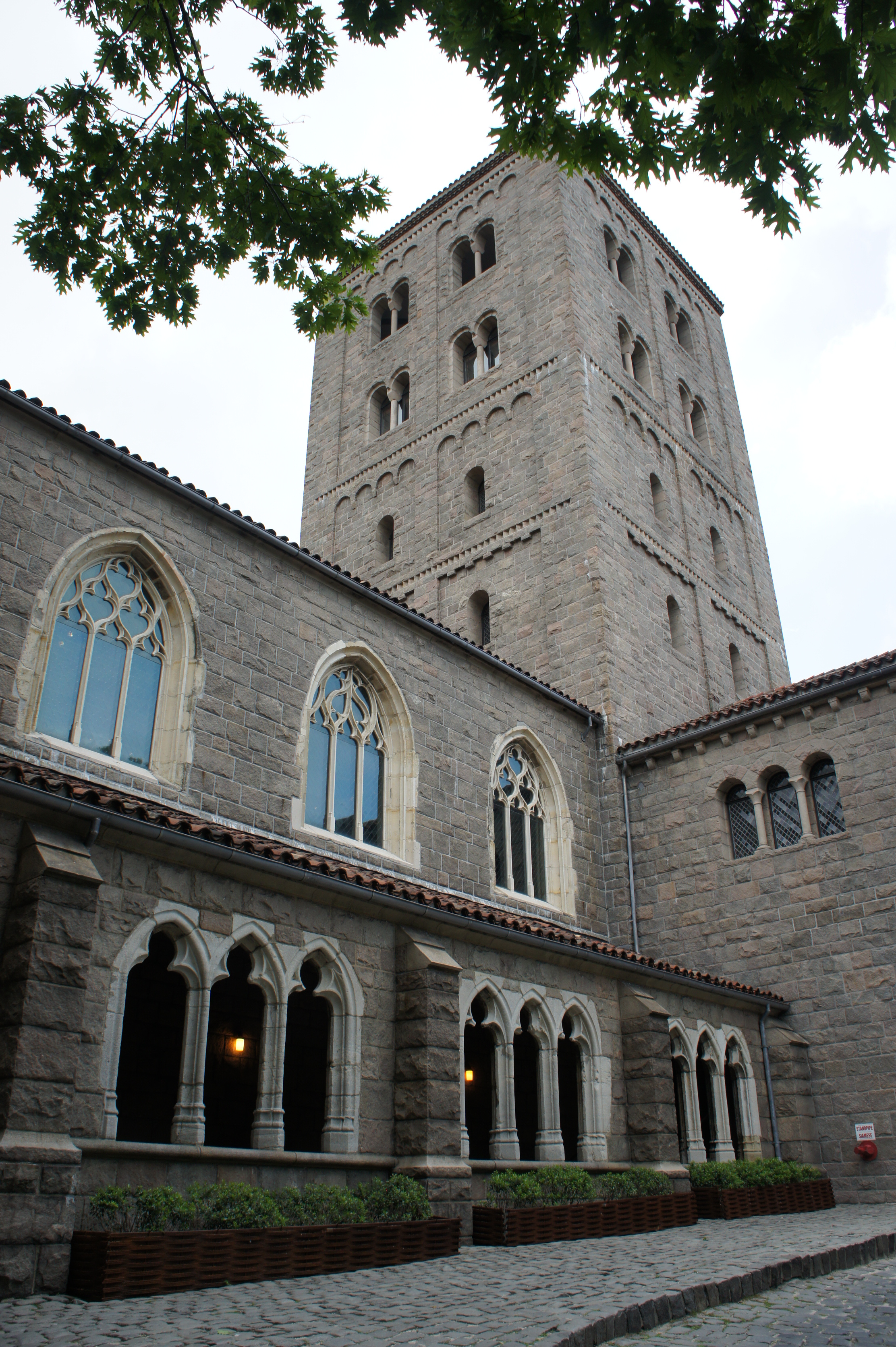
Les trois arcades de Froville à New York (en bas).

À droite de l'église se situe un petit cloître décoré d'ouvertures trilobées gothiques, dont la plupart furent achetées par George Blumenthal (en), un richissime banquier américain, en 1922. Elles furent ensuite démontées et installées dans sa propriété parisienne.
En 1930, à la mort de son épouse Florence, ses biens partent pour New York. Une partie des fenêtres du cloître de Froville sont exposées au musée des cloîtres qui ouvre en 1938.
Actuellement, l'association de sauvegarde du prieuré souhaite bénéficier d'un partenariat américain afin de réaliser des copies de pierre des ogives gothiques exposées outre-atlantique.[réf. souhaitée]

## Musique
L'excellente acoustique due à la présence du plafond plat a permis depuis 1997 l'organisation d'un festival de musiques sacrées et baroques, chaque année, de mai à septembre.

## Visites
L'association organise des visites guidées de mai à septembre qui incluent également la visite du jardin du prieuré et de ses plantes rares.

### Archives
- Archives départementales de Meurthe-et-Moselle. Prieuré de Froville, série H avant 1790 -H 163-184, titres de fondation et de propriété, baux, terriers, procès (1091-1788)